# Uvale oko rta Ploča
Uvale oko rta Ploča este o arie protejată (sit de importanță comunitară — SCI) din Croația întinsă pe o suprafață de 189,98 ha, integral marine.

## Localizare
Centrul sitului Uvale oko rta Ploča este situat la coordonatele 43°29′43″N 15°59′15″E / 43.495396°N 15.987456°E.

## Înființare
Situl Uvale oko rta Ploča a fost declarat sit de importanță comunitară în iulie 2013 pentru a proteja un număr necunoscut de specii din flora spontană și fauna sălbatică aflate în arealul zonei.

## Biodiversitate
Situată în ecoregiunea marină mediteraneană, aria protejată conține 1 habitat natural: Recifuri.
La baza desemnării sitului se află un număr nedeclarat de specii protejate.